# Улица Ованеса Туманяна (Киев)
Улица Ованеса Туманяна (укр. Вулиця Ованеса Туманяна) — улица в Днепровском районе Киева, проходит от улицы Евгения Сверстюка до улицы Флоренции.

## История
Проложена в 1960-е годы. Первоначальное название — Новая.
9 августа 1980 года на д. 8 по улице открыта мемориальная доска народному артисту Украинской ССР Леониду Быкову (создана на средства жильцов дома, скульптор В. Н. Борисенко, архитектор Б. Л. Кравчук), в 2010-е годы на доску покушались вандалы.
В 1997 году на углу с улицей Флоренции заложена церковь Святого духа.
На месте открытого на прилегающей к улице территории в 1961 году молокозавода № 2, в 2015 году закрытого, возводится жилой комплекс «Галактика»

## Известные жители

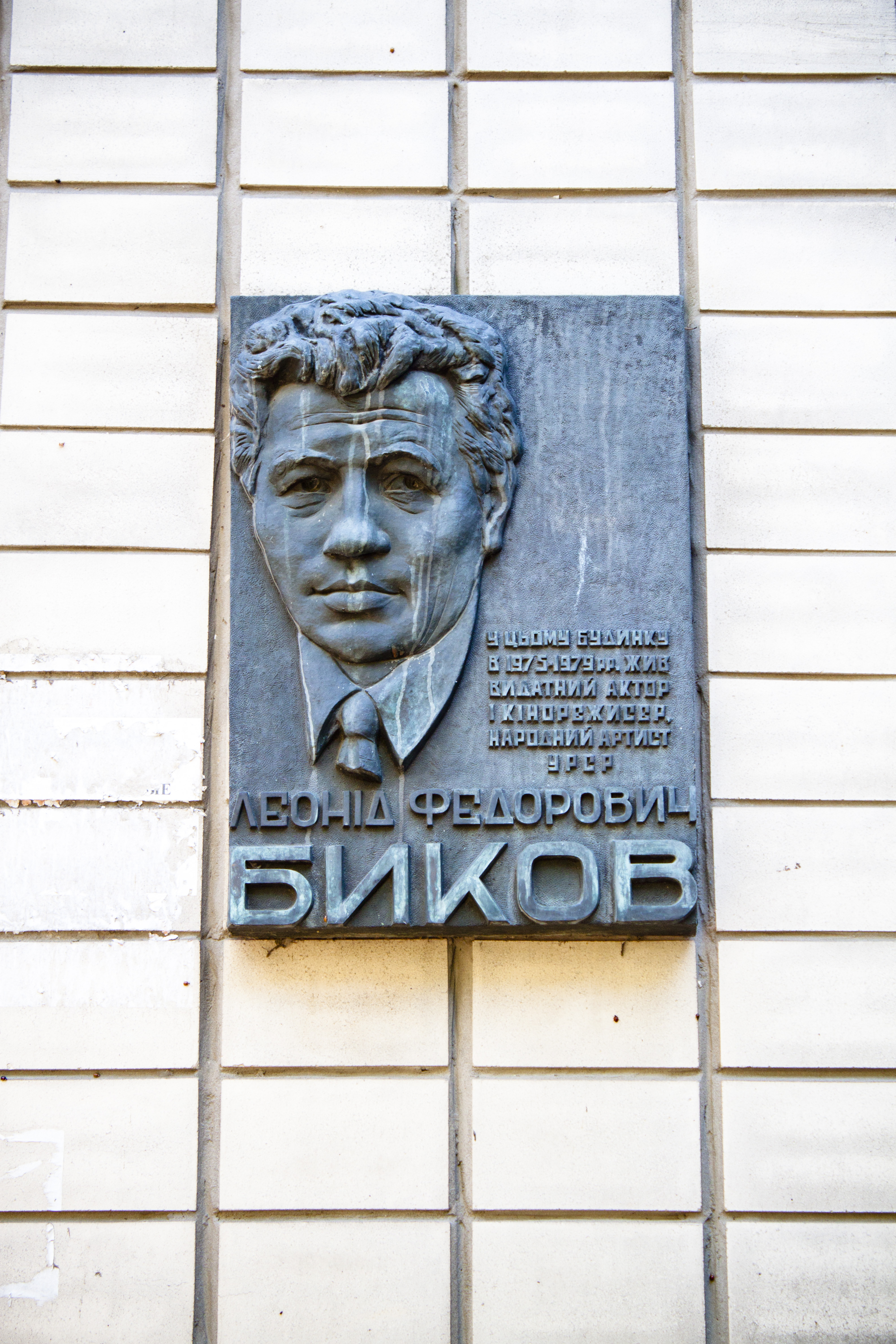
д. 8. Здесь жил Л. Быков

д. 8 — советский актёр и режиссёр Леонид Быков (1928—1979, мемориальная доска).

## Достопримечательности
Церковь Святого духа (УАПЦ).
Мурал на тему фильма «В бой идут одни старики» (д. 8, художник Николай Янок)